# Zisterne von Ramla

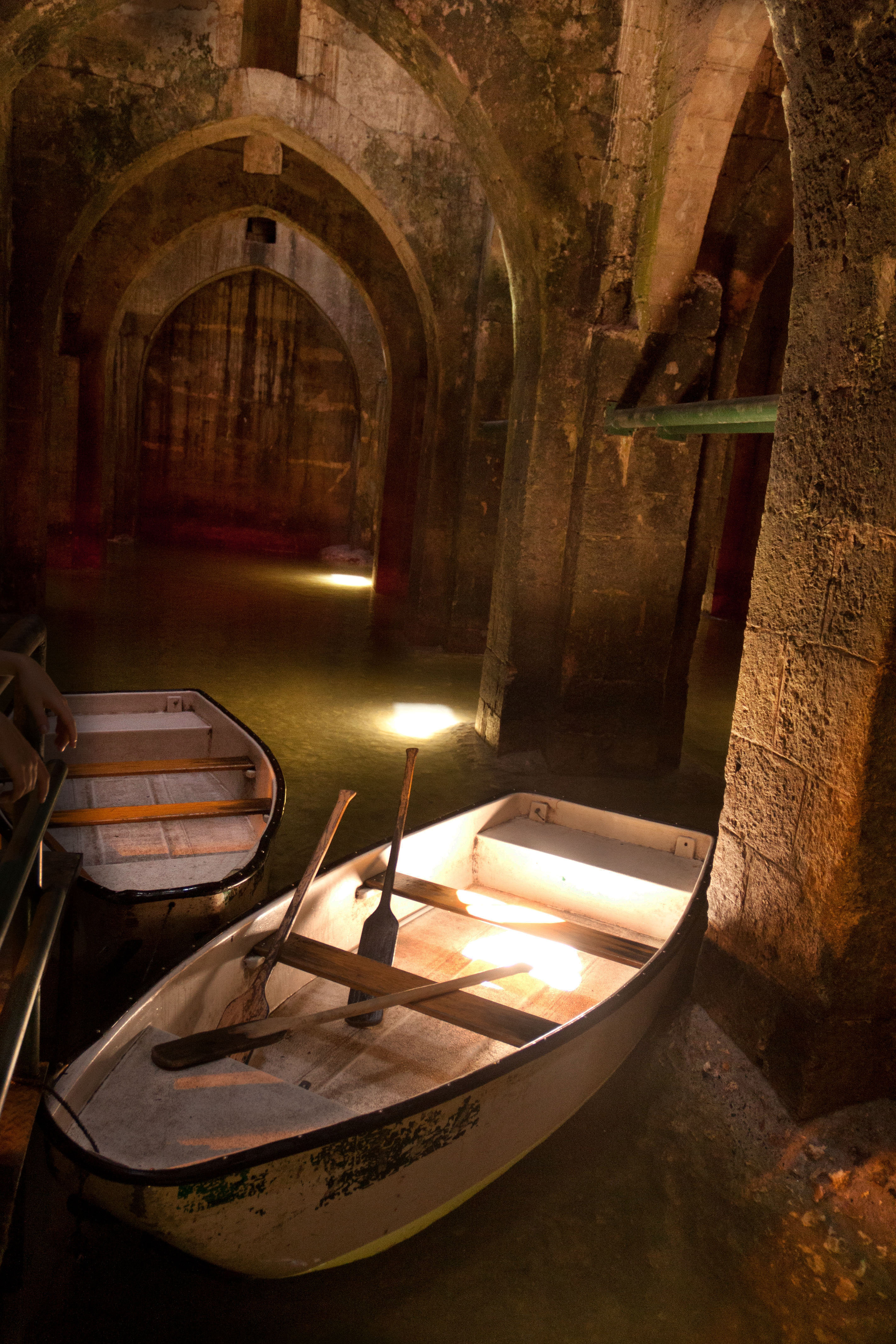
Zisterne von Ramla

Die Zisterne von Ramla (auch Helena-Becken, hebräisch בריכת הקשתות brichat hakeschatot, arab. Bīr al-Anezīya) ist ein unterirdisches Wasserreservoir im Norden der israelischen Stadt Ramla. Sie wurde in der Regierungszeit des abbasidischen Kalifen Hārūn ar-Raschīd im Jahre 789 errichtet und diente der Wasserversorgung der Stadt Ramla. Das Baujahr ergibt sich aus einer arabischen Inschrift am Eingang der Zisterne:

„Im Namen des barmherzigen und gnädigen Gottes… Dies wurde auf Befehl von Dinar, dem Verwalter des Emirs der Gläubigen, errichtet, möge Allah seine Herrschaft verlängern. Das Werk wurde durch Abd… im Jahre 172 erbaut.“

Die Zisterne hat sich über die Jahrhunderte hinweg, trotz zahlreicher Erdbeben in der Region, als ein einzigartiges Beispiel islamischer Architektur erhalten; das Wasser wurde aus einem Aquädukt in der Region von Gezer hergeleitet. Im Jahre 2008 wurde sie aus baulichen Sicherheitsgründen geschlossen, um einen Einsturz zu vermeiden, und das Landesamt zur Konservierung von Altertümern ließ Stabilisierungsmaßnahmen durchführen.

## Maße und Bezeichnungen

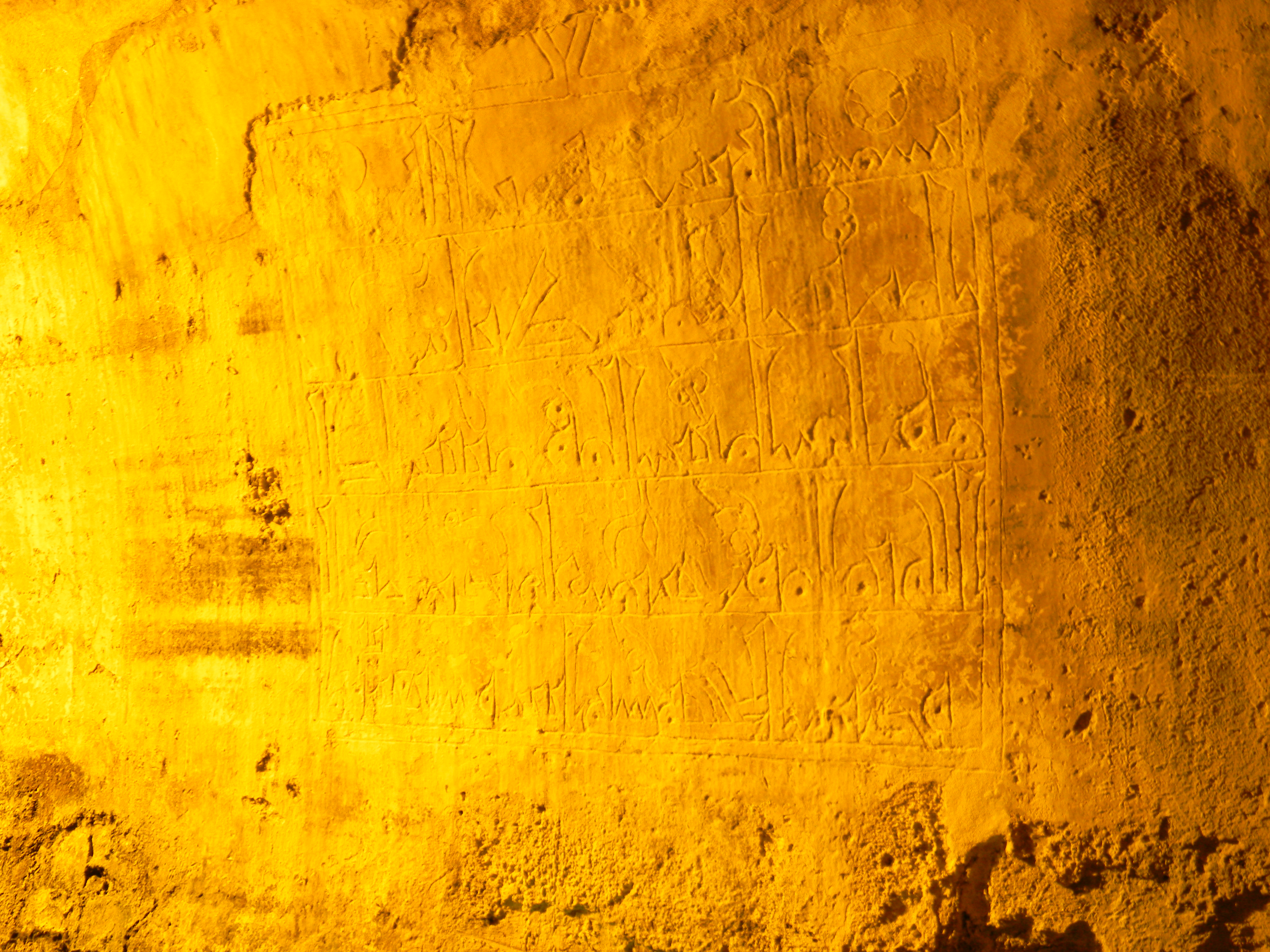
Inschrift am Eingang der Zisterne

Das Wasserbecken ist rechteckförmig angelegt, mit Seitenausmaßen von 19,82 auf 21,7 Metern. Die Fläche beträgt 430 m², die Höhe um die neun Meter, das Volumen etwa 5700 m³.
Die Bezeichnung Helena-Becken entstammt der christlichen Tradition und wird auf Helena, die Mutter Konstantins des Großen, zurückgeführt.
Die arabische Bezeichnung Bīr al-Anezīya („Ziegenbecken“) weist darauf hin, dass hier in früheren Zeiten Ziegen getränkt wurden.

## Bedeutung
Die Zisterne ist das einzige Bauwerk in Israel, das sich mit Gewissheit der abbasidischen Periode zuordnen lässt. Das Dach ruht auf drei Säulenreihen, wobei jede Reihe fünf Säulen zählt, die durch Spitzbogen verbunden sind. Dies ist das erste Beispiel der Verwendung der Spitzbogenform. Diese Konstruktion haben möglicherweise Kreuzfahrer auf ihrem Rückweg nach Europa mitgebracht. Der Spitzbogen wurde im 12. Jahrhundert zu einer grundlegenden Bauweise der gotischen Architektur.